# De gouden tomahawk
De gouden tomahawk is een  stripverhaal uit de reeks van Jerom. Het hoort bij de "Groene Reeks (De gouden stuntman)" en de eerste druk is van 1963.

## Locaties
- Bullethole City, station, hotel-saloon, fort, indianenkamp

## Personages
- Jerom, Suzy, Betty, Spijke Kwikgun, Bigfist, bandieten, soepoogindianen, Woeste Mergpijp, Sachem Balkook, Sluwe Haardos (medicijnman), Sluipende Pollepel, Wilde Hakneus, commandant Dilton, soldaten

## Het verhaal
Jerom is in het Wilde Westen waar hij als trapper en verkenner beroemd is geworden. Hij moet de dochters van commandant Dilton bij het station afhalen en komt er achter dat de één van goede manieren houdt en de ander graag anderen verzorgt. Ook verklappen de dames het geheim over een gouden tomahawk, waarna bandieten denken dat er een aanval op de indianen zal plaatsvinden. Hierdoor komt Jerom in enkele gevechten terecht. Bandieten proberen te voorkomen dat Jerom met de dames naar het fort van hun vader reist. Ze smokkelen vuurwater naar de indianen en willen niet dat dit in de toekomst onmogelijk wordt gemaakt, want ze verdienen er veel geld aan. Jerom kan echter voorkomen dat de dames geweld wordt aangedaan. 
De bandieten schakelen dan de indianen in om Jerom en de dames tegen te houden. Ze ontvoeren de dames en binden ze aan een martelpaal. Ook stelen ze de gouden tomahawk en Jerom stort met zijn kano van een waterval naar beneden. De dames hebben eindelijk in de gaten dat ze in gevaar zijn. Als Spijke door een vredespijp te roken in een bewusteloze toestand geraakt, houden ze de indianen voor de gek. Ze zeggen dat zij allen besmet zijn en dat ze alleen kunnen genezen door een voetenbad. De indianen trappen erin, ze hebben niet door dat de dames gips in de baden hebben gedaan. Ze ontsnappen en Jerom kan voorkomen dat Spijke, die inmiddels weer zijn bewustzijn terug heeft gekregen, de dames te pakken krijgt. Ongedeerd bereikt het drietal het fort. Dan blijkt dat de gouden tomahawk een opdracht is om vrede te sluiten met de indianen.